# Acanthurus japonicus
Acanthurus japonicus là một loài cá biển thuộc chi Acanthurus trong họ Cá đuôi gai. Loài cá này được mô tả lần đầu tiên vào năm 1931.

## Từ nguyên
Loài cá này được đặt theo tên của Nhật Bản, nơi mà mẫu vật của chúng được mô tả lần đầu tiên.

## Phạm vi phân bố và môi trường sống
A. japonicus có phạm vi phân bố tương đối phổ biến ở vùng biển Tây Thái Bình Dương. Loài cá này được ghi nhận từ quần đảo Ryukyu (Nhật Bản), băng qua đảo Đài Loan và trải dài về phía nam đến Philippines, quần đảo Trường Sa, phía đông bắc đảo Borneo, và giới hạn đến đảo Sulawesi, Indonesia; ở phía đông, A. japonicus được tìm thấy ở Palau (nhưng hiếm).
A. japonicus sống gần các rạn san hô trong các đầm phá và ven bờ ở độ sâu khoảng từ 5 đến 20 m, nhưng thường được quan sát ở độ sâu khoảng 15 m trở lại.

## Mô tả

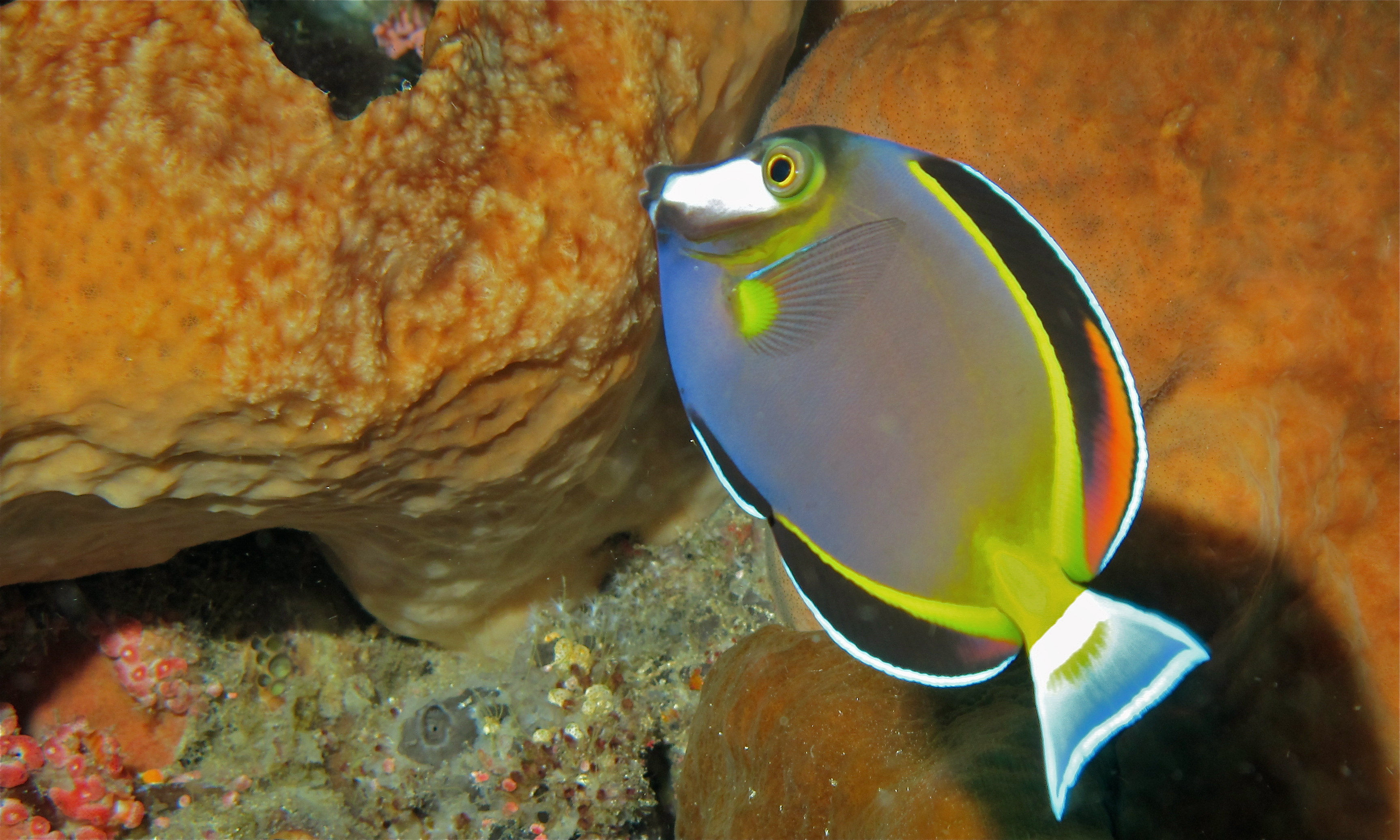
A. japonicus ngoài khơi đảo Sulawesi

Chiều dài cơ thể tối đa được ghi nhận ở A. japonicus là 21 cm. Có một mảnh xương nhọn màu vàng chĩa ra ở mỗi bên cuống đuôi, tạo thành ngạnh sắc. Cơ thể hình bầu dục thuôn dài, có màu nâu xám. Một dải màu trắng kéo dài từ rìa dưới của mắt đến môi trên. Một dải màu vàng ở rìa thân trên và dưới, dọc theo gốc vây lưng và vây hậu môn. Vây lưng, vây bụng và vây hậu môn có màu đen, có dải màu trắng xanh viền ở rìa; riêng vây lưng có dải màu cam ở cận biên. Cuống đuôi màu vàng, lan rộng sang gốc vây đuôi cụt; gốc vây đuôi được bao quanh bởi một sọc trắng; vây đuôi màu trắng xám. Gốc vây ngực màu vàng, với một khoảng màu vàng nâu ở rìa nắp mang.
Số gai ở vây lưng: 9; Số tia vây ở vây lưng: 28 - 31; Số gai ở vây hậu môn: 3; Số tia vây ở vây hậu môn: 26 - 29.

## Sinh thái
A. japonicus là một loài ăn tảo. Chúng sống theo đàn, đôi khi được quan sát là sống đơn độc.

### Lai vớiA. nigricans
Acanthurus achilles, A. japonicus, Acanthurus leucosternon và Acanthurus nigricans là 4 loài chị em với nhau, được xếp vào nhóm phức hợp loài A. nigricans (còn được gọi là phức hợp loài A. achilles). Trong 4 loài kể trên, A. nigricans là loài có phạm vi phân bố rộng nhất, chồng lấn lên tất cả phạm vi phân bố của 3 loài còn lại. Chính vì vậy, A. nigricans thường tạo ra những cá thể lai với chúng. Những cá thể lai giữa A. japonicus và A. nigricans đã được ghi nhận tại vùng biển phía nam Nhật Bản, ngoài khơi đảo Guam và đảo Đài Loan.

### Trích dẫn
- A. D. Marie; L. van Herwerden; J. H. Choat; J-P. A. Hobbs (2007). "Hybridization of reef fishes at the Indo-Pacific biogeographic barrier: a case study". Coral Reefs. Quyển 26 số 4. tr. 841–850. doi:10.1007/s00338-007-0273-3.